# Ваг
Ваг (словац. Váh), также Вааг (нем. Waag) — самая длинная река Словакии. Левый приток Дуная.

## Название
Название произошло от латинского слова vagus (странствующий, блуждающий, ср. Вагус), так как река часто меняла своё русло.

## География
Река Ваг образуется при деревне Кралёва-Легота, где сливаются Чьерни-Ваг и Бьели-Ваг, берущие начало в горах Высокие Татры и Низкие Татры. 
Река протекает по северной и западной части Словакии. В верхнем и среднем течении Ваг течёт по гористой местности. Ниже города Нове-Место-над-Вагом протекает по Среднедунайской низменности. Ваг впадает в Дунай неподалёку от Комарно. Главные притоки — Нитра, Малый Дунай, Кисуца, Турьец, Орава, Ревуца, Райчанка.
Длина реки Ваг — 433 км, площадь водосборного бассейна — 19 600 км². Среднегодовой расход воды — 152 м³/сек.

## Промышленность
На реке Ваг построена система из 20 гидроэлектростанций — Важский каскад. Воды реки используются для орошения и водоснабжения. Река является судоходной от устья до города Середь.